# George Cabot
George Cabot (ur. 3 grudnia 1752, zm. 18 kwietnia 1823) – amerykański polityk z Massachusetts.
Był członkiem narodowej konwencji w 1787 roku, podczas której ustalono treść Konstytucji Stanów Zjednoczonych.
W latach 1791–1796 reprezentował stan Massachusetts w Senacie Stanów Zjednoczonych. W 1798 roku został mianowany pierwszym Sekretarzem Marynarki Wojennej Stanów Zjednoczonych w gabinecie prezydenta Johna Adamsa, jednak odmówił objęcia tej pozycji.